# Watervogelbuurt (Utrecht)
De Watervogelbuurt is een buurt in de wijk Oost in Utrecht, de hoofdstad van de Nederlandse provincie Utrecht. De buurt ligt ten zuidoosten van de Tolsteegsingel en wordt verder begrensd door de Kromme Rijn, de Vaartsche Rijn en de spoorlijn Utrecht-Arnhem.
De buurt wordt doorsneden door de Gansstraat (oost-west) en de Albatrosstraat (noord-zuid).
In het westen van het gebied ligt het Ledig Erf. Vanaf daar loopt de Gansstraat in oostelijke richting, een historische uitvalsweg. In het gebied was in eerste instantie alleen uit lintbebouwing. Langs de Gansstraat zijn enkele grote functies gesitueerd, zoals de begraafplaatsen en de vrouwengevangenis, nu het Pieter Baan Centrum. In de loop van de negentiende eeuw is het gebied rond de Oosterkade langs de Vaartsche Rijn verder verstedelijkt met als gevolg een hoge bebouwingsdichtheid en vele stegen binnen een gesloten stedelijk bouwblok.
In de jaren twintig is ten oosten van de Albatrosstraat de Watervogelbuurt gebouwd. De woningbouwstijl doet denken aan de Amsterdamse School en de buurt kent een regelmatig stratenpatroon, met verbijzonderingen op de hoeken. Hier direct op aansluitend zijn de eerder genoemde begraafplaatsen en het Pieter Baan Centrum gelegen.

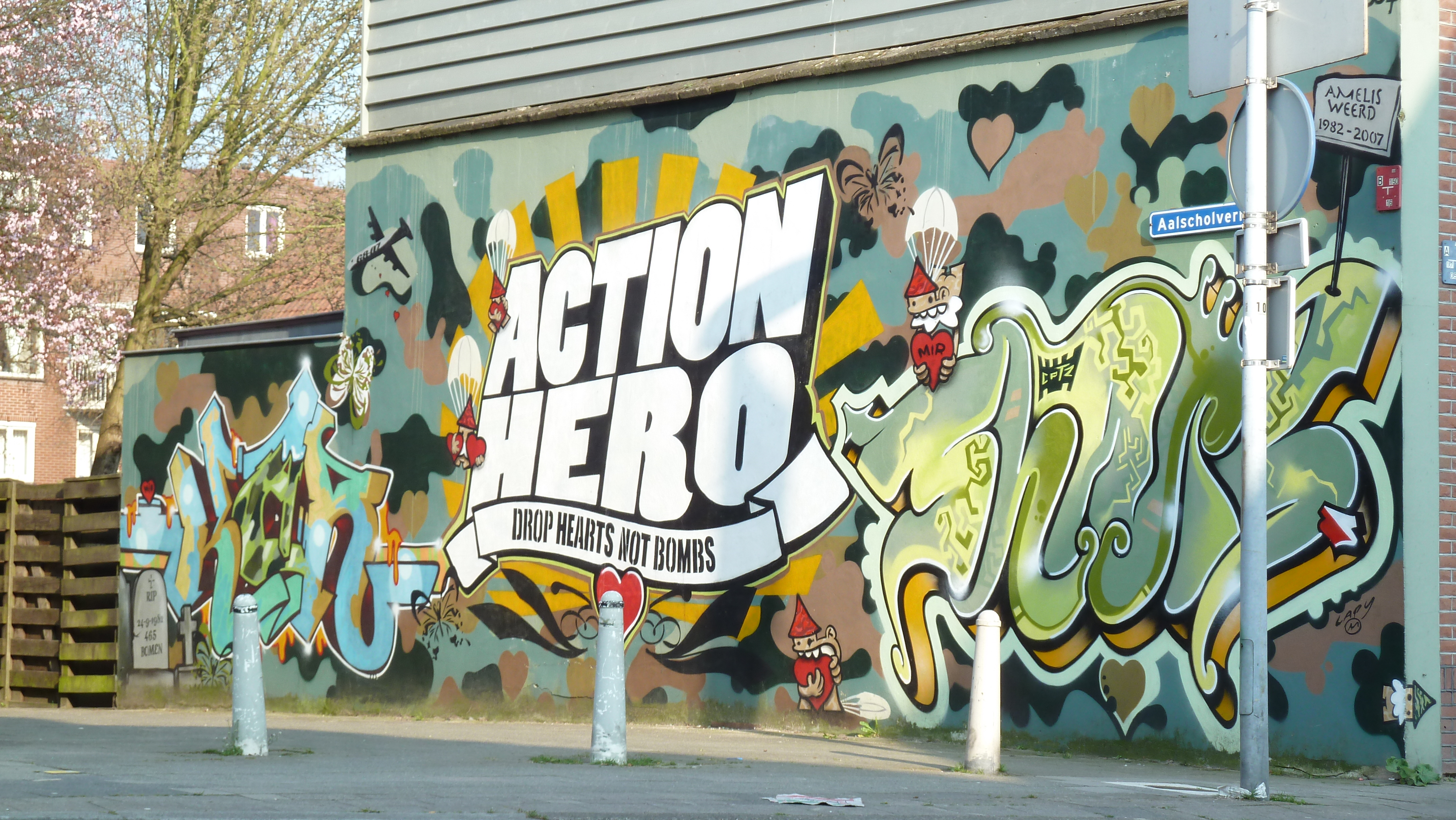
Muurschildering Drop Hearts Not Bombs, zie Utrechtse kabouter
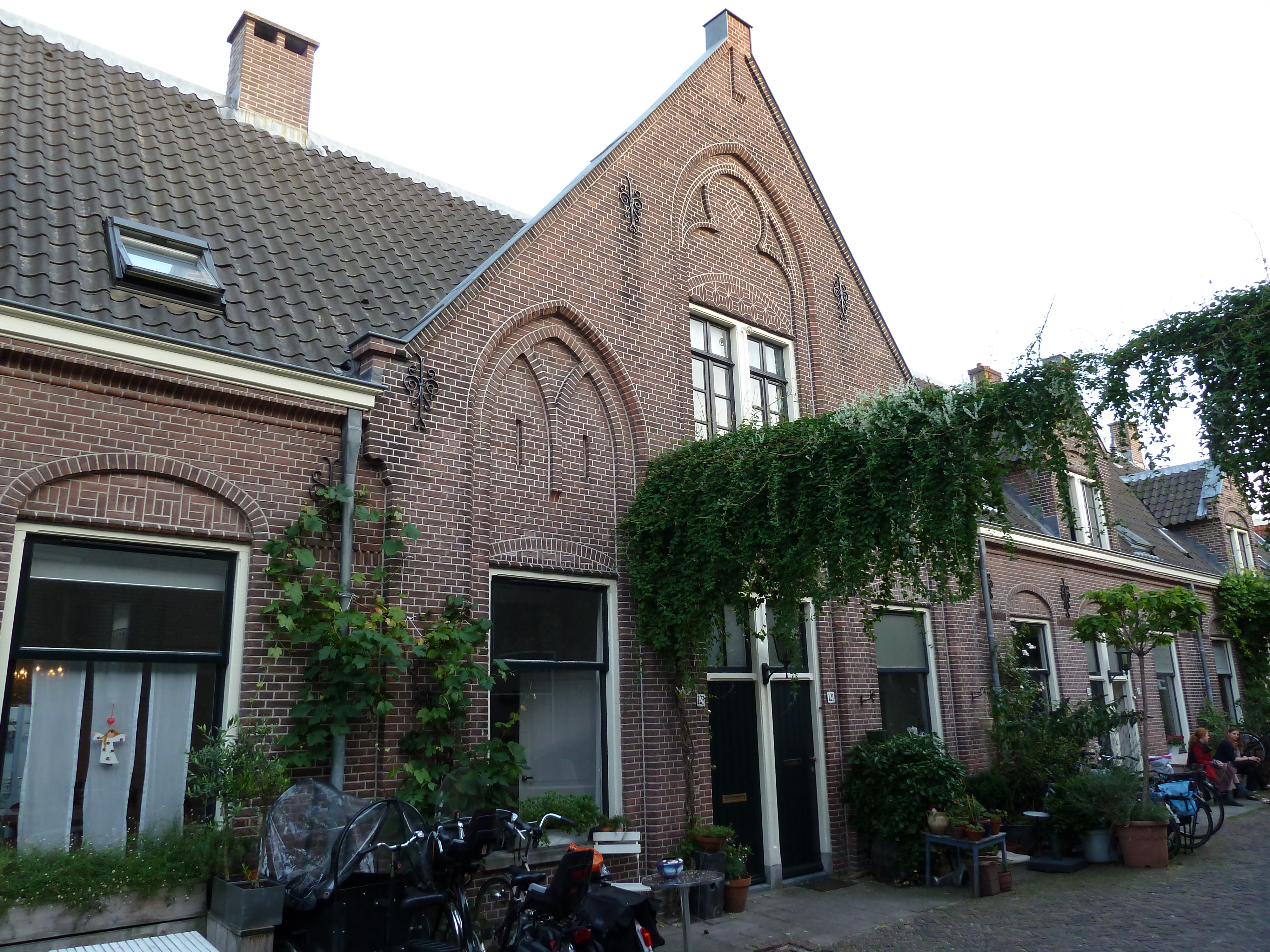
Martinushofje aan de Gansstraat
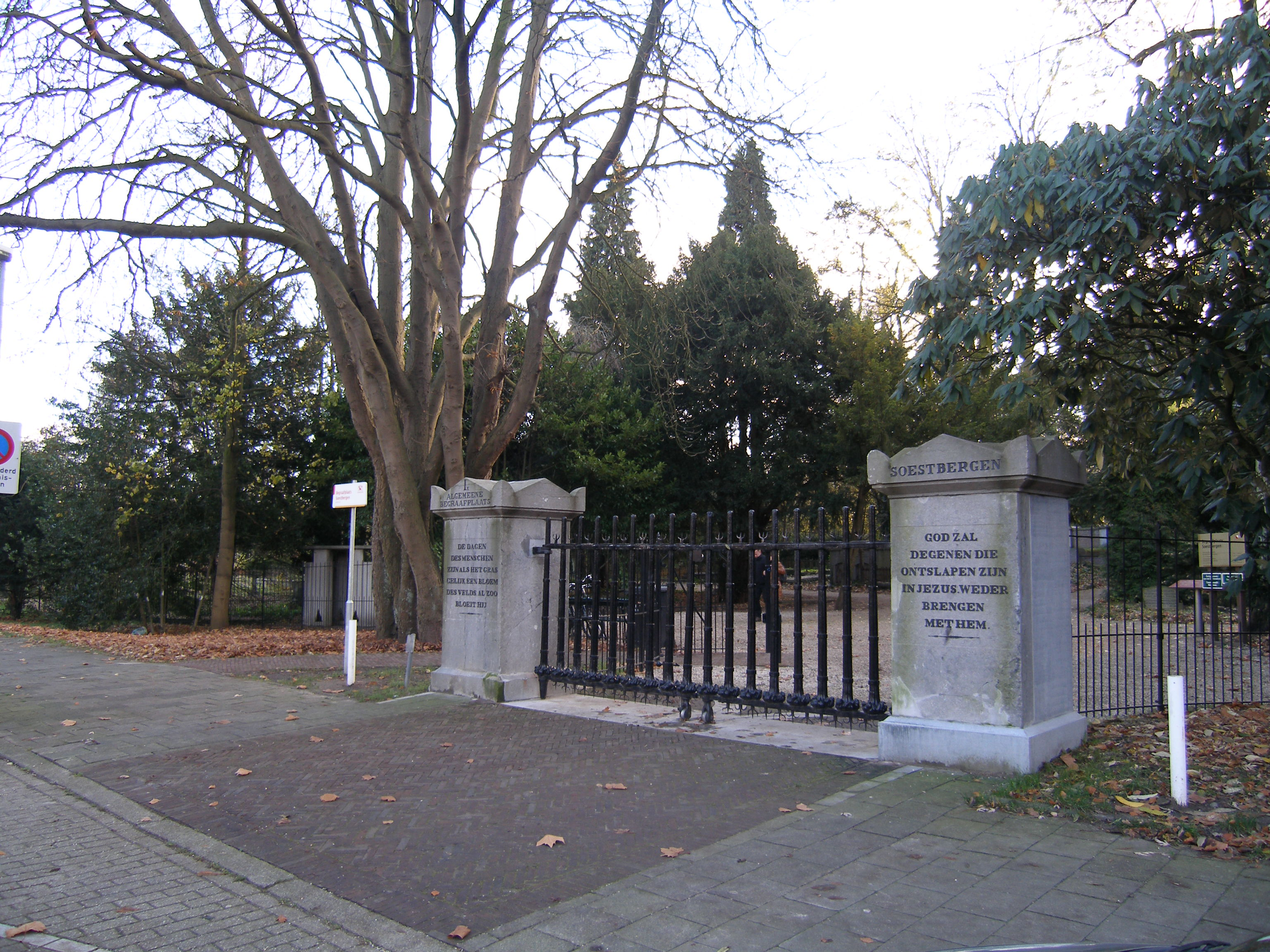
Begraafplaats Soestbergen

Abstede · Buiten Wittevrouwen · Galgenwaard · Lodewijk Napoleonplantsoen en omgeving · Maarschalkerweerd · Oosterbuurt · Oudwijk · Rijnsweerd · Rubenslaan en omgeving · Schildersbuurt · Sterrenwijk · Tolsteegsingel en omgeving · Utrecht Science Park · Watervogelbuurt · Wilhelminapark en omgeving